# Oratorio

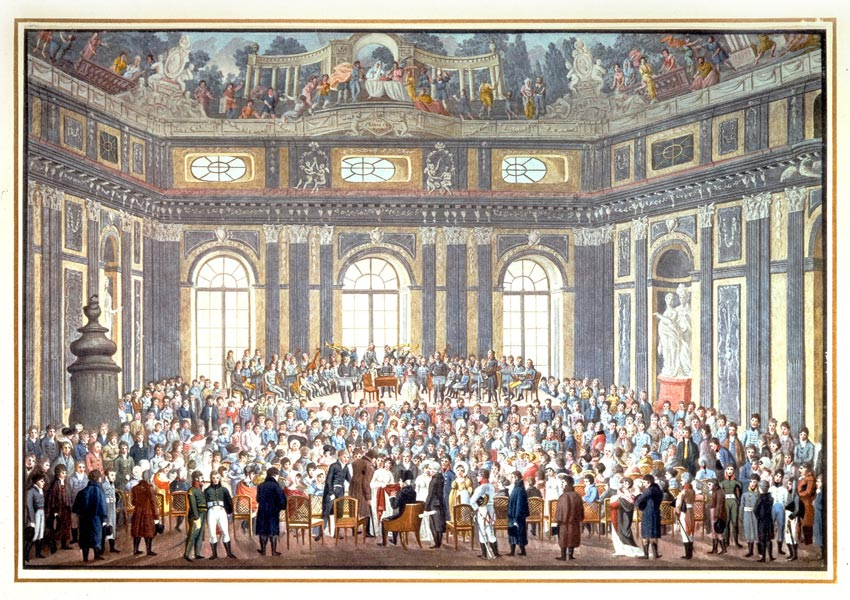
Impression couleur, de 1909, d'une aquarelle sur le couvercle d'une boîte de papeterie réalisée par Balthazar Wigand et offerte au compositeur Joseph Haydn. Il commémore la participation de Haydn à une représentation de son oratorio La Création.

Un oratorio (au pluriel : oratorios, avec un « s » muet) est une œuvre lyrique dramatique représentée sans mise en scène, ni costumes, ni décors. Il peut toutefois y avoir une mise en espace. La partition est généralement composée pour voix solistes, chœur (tout aussi bien que chœur et voix solistes) avec orchestre, avec parfois un narrateur. Son sujet est le plus souvent religieux (épisode extrait de la Bible ou des Évangiles, de la vie du Christ ou d’un saint… ). Il peut être aussi profane (héros mythologique, sujet historique, hymne à la nature…). Formellement assez proche de la cantate et de l’opéra, l'oratorio comprend généralement une ouverture, des récitatifs, des airs et des chœurs.

## Histoire

### Origines
Les origines de l'oratorio sont indissociables de l'ordre religieux des Oratoriens créé au XVIe siècle autour de saint Philippe Néri. En effet, s'inscrivant dans le renouveau de la Contre-Réforme, les Oratoriens se réunissaient en dehors des offices dans la partie de l'église nommée oratoire pour y commenter des textes sacrés et y chanter des laudes, chant polyphonique en italien de courte durée. En 1575, le pape officialise la communauté, qui va prendre place dans la Chiesa Nuova à Rome. Le principe des oratoriens connaît un grand succès, particulièrement auprès des jeunes, surtout en raison de la place de plus en plus importante de la musique au sein de ces réunions. Le phénomène prend peu à peu de l'ampleur. D'abord chantées de part et d'autre d'un sermon, les laudes sont ensuite unifiées en deux parties (devenant une véritable œuvre musicale).
Un compositeur d’opéras ne pouvant pas tirer l’argument de son œuvre d’un sujet sacré, le but des créateurs de l’oratorio est de relever le défi de cette impossibilité naturelle en créant une forme spécifique qui puisse aborder ce type de sujet tout en présentant le même potentiel de séduction que l’opéra naissant. Le « recitar cantando » ou « stile recitativo » (style récitatif) est ainsi utilisé pour servir un sujet sacré, la musique des oratoriens s'apparentant ainsi au madrigal spirituel. Se développent également des dialogues entre des allégories ou personnages bibliques. Le genre se situe donc à la croisée des chemins entre l'opéra, le madrigal et le motet. L’ambiguïté n'a pas échappé à la plume de la musicologue Marie Bobillier (alias Michel Brenet) qui résume la situation :

« Musique religieuse, mais non liturgique, musique dramatique, mais non théâtrale, l'oratorio flotte entre les trois définitions, chères à la critique allemande, des genres lyrique, épique et dramatique. Ses frontières chevauchent sur celles du Motet, de la Passion, de la Cantate, et de l'Opéra. »

La toute première représentation d’un oratorio, sous le nom de « dramma per musica » (ou encore représentation spirituelle en stile recitativo), a lieu avec la création de La rappresentatione di anima e di corpo d’Emilio de' Cavalieri en février 1600 à la Chiesa Nuova de Rome.
Dans les années 1640, l'oratorio est institué, le terme commence à devenir majoritaire pour définir ce genre de musique. Deux catégories d'oratorios se distinguent alors : l'oratorio vulgare (en langue vernaculaire) et l'oratorio latino (en latin) ou histoire sacrée ou encore Motets dramatiques. Deux grandes figures s'illustrent à l'époque dans ce genre. Il s'agit de Giacomo Carissimi et Luigi Rossi. Carissimi écrit beaucoup d'oratorios et marque de son empreinte l'évolution du genre. Sa plus grande œuvre est Jephte, un oratorio latino construit autour d'un choral. Si ce genre précis ne trouvera pas de descendance, l'attention de Carissimi pour les chœurs et la variété de ces derniers marque l'histoire de l'oratorio. Le genre trouve une de ses caractéristiques principales avec une succession de sections qui alternent les effectifs et un narrateur (qu'il soit chœur ou soliste). Il n'y a pas de mise en scène, les chœurs sont tour à tour descriptifs, guerriers, verticaux, rythmiques, suivant les principes du « stile rappresentativo ». Marc-Antoine Charpentier qui eut pour maitre Giacomo Carissimi composera 34 Histoires sacrées. Luigi Rossi écrit quant à lui des cantates morales que l'on classe avec les oratorios.
En ce qui concerne la fin du XVIIe siècle, le genre est représenté par deux grandes figures : Alessandro Stradella et Alessandro Scarlatti, jusqu'au premier quart du siècle suivant. Profitant de l'essor de l'opéra et du développement de l'aria, l'oratorio se développe. Ceci est encouragé par l'interdiction de fréquenter les opéras durant les périodes de carême, l'oratorio faisant ainsi office de remplaçant. Les grands auteurs d'opéras que sont Scarlatti et Stradella seront ainsi des grands compositeurs d'oratorios, liés aux évolutions stylistiques de leur équivalent profane. En Italie, le genre s'éteindra par la suite peu à peu.
Hors d'Italie, le genre est représenté par Marc-Antoine Charpentier en France et Heinrich Schütz en Allemagne, tous deux formés en Italie. En France, le genre ne prend pas vraiment et l'on regarde la musique italienne et ses innovations avec étonnement, à l'exemple de André Maugars et sa Response faite à un Curieux, sur le sentiment de la musique d'Italie en 1639, écrite lors d'un voyage à Rome. L'oratorio allemand, d'abord représenté par Schütz va connaître quant à lui un avenir prolifique, Jean-Sébastien Bach et ses passions lui faisant atteindre son apogée.
De fait, toute l’histoire de l’oratorio jusqu’à nos jours montre que le genre reste tributaire de cette relation peu tranchée avec la musique profane, y compris à « l’âge d’or » du genre. Haendel, par exemple, utilise exactement les mêmes airs dans un opéra profane et dans un oratorio à sujet sacré.

### L’âge d’or de l’oratorio
C’est du XVIIIe siècle que datent les plus éclatantes réussites du genre, celles auxquelles le nom de l’oratorio est le plus fréquemment associé : la Passion selon saint Matthieu de Bach (1729), le Messie de Haendel (1742) et La Création de Haydn (1798). De façon générale, l’oratorio connaît son âge d’or entre la fin du XVIIe siècle et le début du XIXe siècle.
Si les incursions ponctuelles de Mozart (Le devoir du Premier Commandement, K.35, seule la première partie, 1767, La Bétulie libérée, 1771, David pénitent, 1785) et Beethoven (Le Christ au Mont des Oliviers, 1803) n’ont guère marqué le genre ni les mémoires, certains compositeurs se montrent très prolifiques dans ce domaine, comme Alessandro Scarlatti (21 conservés sur 38 composés), Antonio Vivaldi (seule la Juditha triumphans nous est parvenue sur une trentaine) ou Georg Friedrich Haendel (une trentaine d’oratorios également), dont l’immense majorité est tombée dans l’oubli ou a été perdue.

### Évolution du genre à l’époque moderne
L’oratorio connaît encore quelques réussites marquantes dans la première moitié du XIXe siècle, comme Paulus (1836) et Elias (1846) de Mendelssohn ; mais dans l’ensemble le genre semble tomber peu à peu en désuétude. Un certain nombre de compositeurs le jugent désormais figé dans une esthétique anachronique.
Parallèlement, le XIXe siècle voit, sinon l’apparition, du moins le développement d’oratorios profanes conservant dans les grandes lignes la structure de l’oratorio « classique » mais sur des sujets non-bibliques et avec parfois une esthétique musicale sensiblement différente des canons du genre, comme c’est le cas par exemple avec Schumann et ses Le Paradis et la Péri en 1843 et Scènes de Faust en 1853, qui conjuguent des traits propres à l’oratorio et au lied. Schumann est le premier à utiliser la dénomination d’oratorio profane. Dans les années 1870, Max Bruch joue également un rôle déterminant dans le genre avec Odysseus (1873), Arminius (1877) et Moses (1895).
Inversement, des compositeurs commencent à écrire des opéras sur des sujets sacrés. Saint-Saëns renonce à tirer un oratorio de l’histoire de Samson et Dalila et opte finalement pour la forme de l’opéra pur. Richard Strauss lui emboîtera le pas quelques décennies plus tard avec sa Salomé directement inspirée de la pièce de théâtre d’Oscar Wilde. Entretemps, Wagner aura présenté son Parsifal comme une œuvre sacrée ; on sait également qu’il avait projeté, un temps, de réaliser un opéra sur Jésus lui-même (WWV 80).
Toutefois, aussi bienSamson et Dalila de Saint-Saëns que Salomé de Richard Strauss furent officiellement présentés en Angleterre comme des oratorios jusqu’au début du XXe siècle (l’autorisation royale de représenter Samson et Dalila en tant qu’opéra à Covent Garden date de 1910). En la matière, l’Angleterre se montra plus conservatrice et conserva plus longtemps que d’autres pays d’Europe une conception stricte de l’oratorio.
Il apparaît toutefois que ce sont peut-être de tels facteurs, a priori signes d’une déliquescence du genre, qui, en le faisant évoluer et en le diversifiant, permirent à l’oratorio de subsister au XXe siècle autrement que sous une forme « fossile ». Au contraire, que ce soit de façon régulière, comme Arthur Honegger (qui en composa une demi-douzaine), ou de façon plus ponctuelle, plusieurs compositeurs modernes et contemporains se sont intéressés à l’oratorio, sous ses diverses formes : oratorio « liturgique », oratorio dramatique d’inspiration biblique, profane ou païenne, sans oublier des formes hybrides comme l’« opéra-oratorio » (Œdipus rex d'Igor Stravinsky), le genre offre désormais une vaste palette de possibilités. Un compositeur comme Arnold Schönberg s’essaiera aussi bien à l’oratorio d’inspiration biblique (L'Échelle de Jacob) qu’à l’oratorio à sujet profane (Un survivant de Varsovie) et à l’opéra à sujet biblique (Moïse et Aron). À l’aube du XXIe siècle, l’oratorio ne ressemble plus nécessairement à ce qu’il était du temps de Schütz, Scarlatti ou même Haendel, mais il est toujours pratiqué et reste ouvert, comme il le fut tout au long de son histoire, à l’expérimentation. L'évangile selon Jean d'Abed Azrié, pour voix solistes et chœur mixte, avec orchestre d'Orient et d'Occident, qui traite pour la première fois le texte intégral de l'évangile de Jean, et non pas simplement la Passion.

## Composantes

### Éléments caractéristiques
L’oratorio, histoire sacrée ou motet dramatique a rapidement évolué en différentes formes. Il peut être chanté en latin ou en langue vernaculaire. Il peut être narratif et dramatique, à la manière de l’opéra, ou plus proche des formes de la cantate et de la liturgie. Dans ce dernier registre, il convient de réserver la place toute particulière que prit le genre de la Passion, dont le sujet, comme son nom l’indique, est la Passion du Christ.
- une structure générale en trois parties (éventuellement précédée d’un prélude instrumental) ;
- la présence d’un récitant (extérieur à l’action ou identifié à un personnage) ;
- l’alternance, dans les parties chantées, d’airs et de récitatifs.

L’oratorio n’étant pas destiné à la représentation scénique, les rôles ne sont pas toujours individualisés et un même chanteur peut interpréter plusieurs rôles.

### Interprétations en public
Par définition, un oratorio est exécuté en public sans mise en scène, ni décors, ni costumes, l'œuvre étant interprétée dans une salle de concert, l'orchestre jouant sur scène avec le chœur et les solistes.
Exceptionnellement, il peut être présenté sous forme d'opéra comme Le Messie de Haendel au Theater an der Wien en 2009, sous la direction de Jean-Christophe Spinosi, avec une mise en scène de Claus Guth. Cette version, tel un opéra moderne dont l'action se déroule dans un hôtel (alternativement dans le hall d'accueil, dans une chambre, dans les couloirs et dans la salle de réception), voit les solistes et les membres du chœur vêtus comme dans la vie de tous les jours. Ils semblent attendre l'arrivée d'une personne importante, à noter également une chorégraphie du chœur et une personne s'exprimant en langue des signes[réf. nécessaire].

## Œuvres renommées

### Oratorios

#### Sujet religieux
- 1600, Emilio de' Cavalieri : La rappresentatione di anima e di corpo
- 1623 , Heinrich Schütz : Histoire de la Résurrection
- 1645, Heinrich Schütz : Les sept Paroles du Christ en croix
- 1647, Cornelis Thymanszoon Padbrué : De traanen Petri ende Pauli[3]
- avant 1650, Giacomo Carissimi : Jephta
- 1664, Heinrich Schütz : Histoire de la Nativité
- 1670, Marc-Antoine Charpentier : Judith sive Bethulia Liberata, H 391
- 1670, Marc-Antoine Charpentier : Historia Esther, H 396
- 1675, Marc-Antoine Charpentier : Caecilia virgo et martyr octo vocibus, H 397
- 1678, Marc-Antoine Charpentier : Pestis Mediolanensis, H 398
- 1680, Marc-Antoine Charpentier : In nativitatem Domini canticum, H 416
- 1680, Marc-Antoine Charpentier : Filius prodigus, H 399
- 1680, Marc-Antoine Charpentier : Extremum Dei Judicium, H 401
- 1681, Marc-Antoine Charpentier : Sacrificium Abrahae, H 402
- 1681, Marc-Antoine Charpentier : Mors Saülis et Jonathae, H 403
- 1681, Marc-Antoine Charpentier : Josue, H 404
- 1683, Marc-Antoine Charpentier : In obitum augustissimae nec non piissimae Gallorum regina lamentum, H 409
- 1682, Marc-Antoine Charpentier : In nativitatem Domini canticum, H 416
- 16??, Marc-Antoine Charpentier : Le Reniement de St Pierre, H 424
- 1682, Michelangelo Falvetti : Il Diluvio Universale
- 1683, Marc Antoine Charpentier : Caedes sanctorum innocentium, H 411
- 1683, Marc-Antoine Charpentier : Nuptiae sacrae, H 412
- 1684, Marc-Antoine Charpentier : Caecilia virgo et martyr, H413
- 1684, Marc-Antoine Charpentier : In nativitatem Domini Nostri Jesu Christi canticum, H 414
- 1684, Alessandro Scarlatti : Agar et Ismaele esiliati
- 1686, Marc-Antoine Charpentier : Caecilia virgo et martyr, H 415
- 1690, Marc-Antoine Charpentier : In honorem Sancti Ludovici regis Galliae, H 418
- 1690, Marc-Antoine Charpentier : Dialogus inter angelos et pastores Judae in nativitatem Domini, H 420
- 1690, Alessandro Scarlatti : La Giuditta (3 voix)
- 1693, Alessandro Scarlatti : La Giuditta (5 voix)
- 1700, Alessandro Scarlatti : La Santissima Annunziata
- 1702, Marc-Antoine Charpentier : Judicium Salomonis, H 422
- 1704, Alessandro Scarlatti : Humanità e Lucifero
- 1705, Alessandro Scarlatti : San Filippo Neri
- 1705, Alessandro Scarlatti : Il Sedecia, re di Gerusalemme
- 1707, Alessandro Scarlatti : Il primo omicidio
- 1708, Alessandro Scarlatti : Il martirio di santa Cecilia
- 1708, Georg Friedrich Haendel : La Resurrezione
- 1710 Louis-Nicolas Clérambault : Histoire de la femme adultère
- 1715, Alessandro Scarlatti : Oratorio per la Santissima Trinità
- 1716, Antonio Vivaldi : Juditha triumphans
- 1717, Alessandro Scarlatti : Il Dolore di Maria Vergine
- 1719, Georg Friedrich Haendel : Passion selon Brockes
- 1724, Johann Sebastian Bach : Passion selon saint Jean
- 1725, Johann Sebastian Bach : Oratorio de Pâques
- 1727, Johann Sebastian Bach : Passion selon saint Matthieu
- 1732, Georg Friedrich Haendel : Esther
- 1733, Georg Friedrich Haendel : Deborah et Athalia
- 1734, Johann Sebastian Bach : Oratorio de Noël
- 1735, Johann Sebastian Bach : Oratorio de l'Ascension
- 1735-1739, Johann Adolf Hasse : Serpentes ignei in deserto
- 1739, Georg Friedrich Haendel : Saul et Israël en Égypte
- 1742, Georg Friedrich Haendel : Le Messie
- 1743, Georg Friedrich Haendel : Samson
- 1744, Georg Friedrich Haendel : Joseph and his Brethren
- 1745, Georg Friedrich Haendel : Belshazzar
- 1746, Georg Friedrich Haendel : Occasional Oratorio
- 1747, Georg Friedrich Haendel : Judas Macchabée
- 1748, Georg Friedrich Haendel : Joshua et Alexander Balus
- 1749, Georg Friedrich Haendel : Susanna et Solomon
- 1750, Georg Friedrich Haendel : Théodora
- 1752, Georg Friedrich Haendel : Jephtha
- 1762, Georg Philipp Telemann : Le Jour du Jugement
- 1767, Wolfgang Amadeus Mozart : Die Schuldigkeit des ersten Gebotes (Seule la première partie)
- 1769, Carl Philipp Emmanuel Bach : Les Israélites dans le désert
- 1771, Wolfgang Amadeus Mozart : Betulia liberata
- 1775, Joseph Haydn : Il ritorno di Tobia
- 1785, Wolfgang Amadeus Mozart : David pénitent
- 1796, Joseph Haydn : Die sieben letzten Worte unseres Erlösers am Kreuze
- 1798, Joseph Haydn : La Création
- 1803, Ludwig van Beethoven : Le Christ au Mont des Oliviers
- 1820, Franz Schubert : Lazarus (Inachevé)
- 1836, Felix Mendelssohn : Paulus
- 1846, Felix Mendelssohn : Elias
- 1847, Felix Mendelssohn : Christus (Inachevé)
- 1851, Camille Saint-Saëns : Moïse sauvées eaux
- 1854, Hector Berlioz : L'Enfance du Christ
- 1858, Camille Saint-Saëns : Oratorio de Noël
- 1865, Franz Liszt : Die Legende von der heiligen Elisabeth
- 1869, Arthur Sullivan : The Prodigal Son
- 1873, Franz Liszt : Christus
- 1876, Camille Saint-Saëns : Le Déluge
- 1879, César Franck : Les Béatitudes
- 1885, Charles Gounod : Mors et vita
- 1898, Lorenzo Perosi : La risurrezione di Cristo
- 1900, Jules Massenet : La Terre promise
- 1906, Edward Elgar : The Kingdom
- 1913, Camille Saint-Saëns : La Terre promise
- 1921, Arthur Honegger : Le Roi David
- 1931, William Walton : Belshazzar’s Feast
- 1935, Arthur Honegger : Jeanne d'Arc au bûcher
- 1938, Franz Schmidt : Le Livre aux sept sceaux
- 1945, Frank Martin : In terra pax
- 1949, Frank Martin : Golgotha
- 1960, Frank Martin : Le Mystère de la Nativité
- 1961, Arnold Schönberg, Die Jakobsleiter (Inachevé)
- 1966, Krzysztof Penderecki : Passion selon Saint Luc
- 1972, Félix Lisiecki : Oratorio pour notre temps
- 1972, Darius Milhaud : Saint-Louis, roi de France
- 2000, John Adams : El Niño
- 2000, Georges Aperghis, Die Hamletmaschine, texte: Heiner Müller
- 2004, Thomas Gabriel: Boniface, texte: Barbara Nichtweiß
- 2007, Thierry Machuel : L'Encore Aveugle
- 2009, Abed Azrié : L'évangile selon Jean
- 2012, John Adams : The Gospel According to the Other Mary

#### Sujet profane
- 1707, Georg Friedrich Haendel : Il trionfo del Tempo e del Disinganno
- 1737, Georg Friedrich Haendel : Il trionfo del Tempo e della Verità
- 1740, Georg Friedrich Haendel : L'Allegro, il Penseroso ed il Moderato
- 1744, Georg Friedrich Haendel : Semele
- 1745, Georg Friedrich Haendel : Hercules
- 1751, Georg Friedrich Haendel : The Choice of Hercules
- 1757, Georg Friedrich Haendel : The Triumph of Time and Truth
- 1801, Joseph Haydn : Les Saisons
- 1843, Robert Schumann : Das Paradies und die Peri
- 1846, Hector Berlioz : La Damnation de Faust
- 1851, Robert Schumann : Der Rose Pilgerfahrt
- 1853, Robert Schumann : Scènes de Faust
- 1870, Max Bruch : Normannenzug
- 1872, Max Bruch : Odysseus
- 1875, Max Bruch : Arminius
- 1900, Edward Elgar : The Dream of Gerontius
- 1911, Arnold Schönberg : Gurre-Lieder
- 1917, Darius Milhaud : Les Choéphores
- 1927, Igor Stravinsky : Œdipus rex (opéra-oratorio)
- 1931, Paul Hindemith : Das Unaufhörliche
- 1936, Carl Orff : Carmina Burana
- 1936, Michael Tippett : A Child of Our Time
- 1942, Frank Martin : Le vin herbé
- 1947, Arnold Schönberg : Un survivant de Varsovie
- 1949, Dmitri Chostakovitch : Le Chant des forêts
- 1950, Sergueï Prokofiev : En garde pour la paix
- 1954, Léo Ferré : La Chanson du mal-aimé (texte : Guillaume Apollinaire)
- 1958, Bohuslav Martinů : L'Epopée de Gilgamesh
- 1958, Alfred Schnittke : Nagasaki
- 1962, Sergueï Prokofiev, Ivan le Terrible (d’après la musique composée pour le film d'Eisenstein en deux volets, 1942 et 1945)
- 1965, Peter Weiss : L'instruction
- 1968, Hans Werner Henze : Das Floß der Medusa
- 1976, Lorenzo Ferrero : Le Néant où l'on ne peut arriver (texte : Blaise Pascal)
- 1985, Mauricio Kagel : Sankt-Bach-Passion
- 1991 et 2001, Paul McCartney : Paul McCartney's Liverpool Oratorio et Ecce Cor Meum, créé en novembre 2001 à Oxford[4], joué en Première mondiale le 3 novembre 2006 à Londres au Royal Albert Hall, joué pour la première fois en France le 4 novembre 2007 à Nice, par l'orchestre régional de Cannes-Provence-Alpes-Côte d’Azur, sous la direction de Philippe Bender, lors de la manifestation C'est pas classique
- 2001 Fazil Say : Nazim

### Opéras à sujet religieux
- 1687, Marc-Antoine Charpentier : Celse Martyr (perdu)
- 1688, Marc-Antoine Charpentier : David et Jonathas
- 1812, Gioachino Rossini : Ciro in Babilonia
- 1818, Gioachino Rossini : Mosè in Egitto
- 1827, Gioachino Rossini : Moïse et Pharaon
- 1830, Gaetano Donizetti : Il diluvio universale
- 1838, Gaetano Donizetti : Poliuto
- 1840, Gaetano Donizetti : Les Martyrs
- 1842, Giuseppe Verdi : Nabucco
- 1873, Jules Massenet : Marie-Magdeleine (révisé en 1903)
- 1875, Jules Massenet : Ève (mystère)
- 1877, Camille Saint-Saëns : Samson et Dalila
- 1878, Charles Gounod : Polyeucte
- 1880, Jules Massenet : La Vierge
- 1880, Amilcare Ponchielli : Il figliuol prodigo
- 1881, Jules Massenet : Hérodiade
- 1905, Richard Strauss : Salomé
- 1932, Arnold Schönberg : Moïse et Aron (inachevé)
- 1954, Darius Milhaud : David
- 1958, Benjamin Britten : Noye's Fludde
- 1962, Igor Stravinsky : The Flood
- 1983, Olivier Messiaen : Saint François d’Assise